# Европейски път E04
Европейски път E04 е европейски автомобилен маршрут от Торнио, Финландия до Хелзингборг, Швеция, с обща дължина от 1655 km. Финландската част е от Торнио в северната част на Финландия и дължината ѝ е само 800 метра. Шведската част от трасето преминава през почти цяла Швеция с изключение на крайния север и се счита за основната пътна артерия на страната, тъй като преминава близо до всички големи градове на Швеция, с изключение на четири (Гьотеборг, Малмьо, Вестерос и Йоребро), но преминава и покрай столицата Стокхолм.

## История
В новата система на европейски маршрути, трасето е планирано да влезе като Е55, но остава Е04, както е до 1992 г., в границите на Швеция, тъй като разходите за смяната на означенията на път с такава дължина са значителни.

## Трасе
На север от Йевле пътят е с различен брой ленти. В зависимост от времето на построяване си, той е или с единична лента, обикновено с ширина 8 – 13 m или път с 2+1 ленти с ширина 13 – 14 м, с две ленти в едната посока и една в другата, с желязна мантинела между тях. Също така понякога пътят върви като магистрала с две ленти във всяка посока. От Сундсвал нататък трасето преминава и по градските улици на най-големите градове.
Южно от Йевле, пътят през цялото време върви по магистрала. На 17 октомври 2007 г. е открит последния участък от магистралата между Упсала и Мехедебю. Ограничението на скоростта за основните пътища в Швеция е променено през октомври 2008 г., като част от въвеждането на нови правила с максимално ограничение на скоростта от 120 км/ч.

## Градове по пътя
Маршрутът преминава през или около следните градове:
- Торнио
- Хапаранда
- Люлео
- Питео
- Шелефтео
- Умео
- Йорншьолдсвик
- Херньосанд
- Сундсвал
- Хюдиксвал
- Сьодерхамн
- Йевле
- Упсала
- Мерста
- Стокхолм
- Нюшьопинг
- Норшьопинг
- Линшьопинг
- Йеншьопинг
- Юнгбю
- Хелсингбори